# João Vieira (Leichtathlet)
João Paulo Garcia Vieira (* 20. Februar 1976 in Portimão) ist ein portugiesischer Geher.

## Leben
Bei den Olympischen Spielen 2004 wurde João Vieira im 20-km-Gehen Zehnter, 2008 in Peking belegte er den 32. Rang und 2012 in London erreichte er als Elfter das Ziel.
Bei den Leichtathletik-Europameisterschaften belegte er 1998 in Budapest Platz 20, 2002 in München wurde er Zwölfter und 2006 in Göteborg gelang ihm mit Landesrekord von 1:20:09 h der Gewinn der Bronzemedaille. João Vieira ist damit neben der Geherin Susana Feitor der einzige Geher Portugals, dem bei internationalen Meisterschaften der Gewinn einer Medaille gelang.
Nachdem Vieira bei den Leichtathletik-Weltmeisterschaften 2009 in Berlin den zehnten Platz erreicht hatte, konnte er seine Leistung bei den Europameisterschaften 2010 in Barcelona nochmals steigern und gewann die Silbermedaille, nachdem der Russe Stanislaw Jemeljanow wegen Dopings überführt werden konnte.
Bei den Weltmeisterschaften 2013 in Moskau gewann er nach Disqualifikation des ursprünglichen Siegers Alexandr Iwanow aus Russland die Bronzemedaille.
Bei den Weltmeisterschaften 2019 in Doha gewann er die Silbermedaille in der 50-km-Disziplin und ist damit ältester Medaillengewinner der WM-Geschichte.
Bei den Olympischen Spielen 2020 von Tokio fanden die Gehwettbewerbe im Ausweichort Sapporo statt. Viera erreichte hier den 5. Platz.
Über 20 km wurde Vieira dreizehnmal Portugiesischer Meister (1996, 1999–2007, 2009, 2011 und 2019), über 50 km dreimal (2004, 2008 und 2019).
Joãos Zwillingsbruder Sérgio Vieira ist ebenfalls ein international aktiver Geher.